# St. Michael's Mount
St. Michael's Mount är en civil parish i Storbritannien.   Den ligger i grevskapet Cornwall och riksdelen England, i den södra delen av landet, 400 km väster om huvudstaden London.

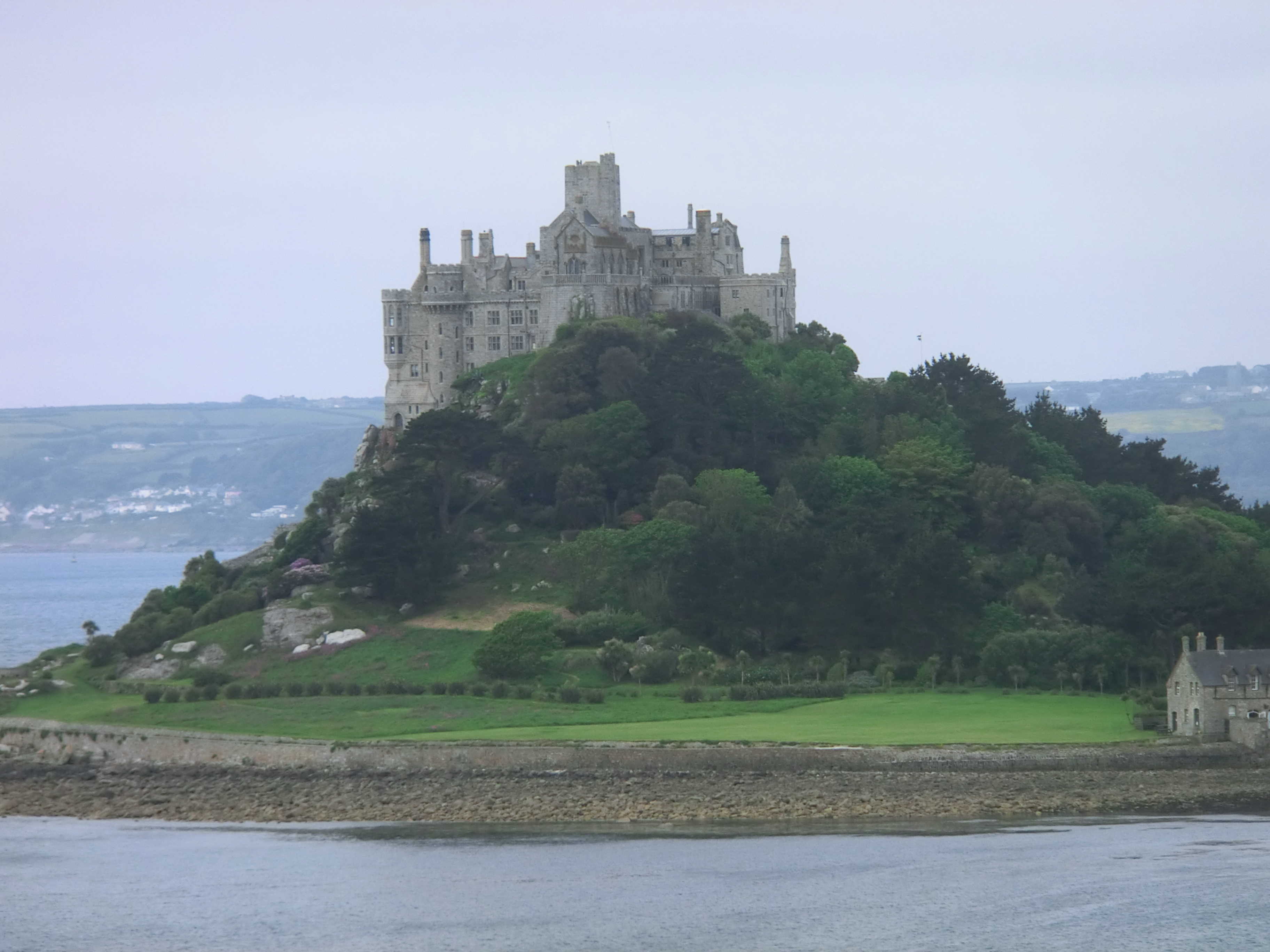
St. Michael's Mount